# Cynomys
Los perritos de las praderas (género Cynomys) son animales mamíferos de la familia de los esciúridos. Están emparentados con las marmotas y con el género Spermophilus.

## Etimología
Los perritos de las praderas reciben su denominación por su hábitat y por su grito de alarma, parecido al ladrido canino. Según el Online Etymology Dictionary la palabra se empleaba ya en el año 1774. Los informes de la expedición de Lewis y Clark indican que ambos llegaron en septiembre de 1804 a una población animal llamada por los franceses «perritos de las praderas».
El nombre científico Cynomys» significa en griego 'perro roedor', motivado por el género de los roedores así como de los ladridos que emiten durante las luchas jerárquicas.

## Tipología
Se conocen cinco especies del género biológico de los perritos de las praderas :
- El de cola negra (Cynomys ludovicianus), que puebla un territorio desde Saskatchewan, pasando por el centro de los EE. UU. hasta Chihuahua
- El mexicano (Cynomys mexicanus), de Nuevo León, Coahuila, San Luis Potosí, Sonora y Zacatecas
- El de cola blanca (Cynomys leucurus), de Wyoming, Colorado
- El de Gunnison (Cynomys gunnisoni), Utah, Colorado, Arizona, Nuevo México
- El de Utah (Cynomys parvidens), Utah

Las primeras de estas clases se resumen en el subgénero de los Cynomys, los tres últimos, en el de los Leucocrossuromys.

## Características
El cuerpo tosco, las cortas piernas y el rabo le proporcionan al perrito de las praderas una apariencia lejana a la de las marmotas. Tienen una circunferencia craneal de entre 30 y 35 cm y un peso de entre 800 y 1400 g. Los machos son en promedio algo mayores y un 10 % más pesados que las hembras.
La piel está pigmentada en un tono marrón grisáceo, algo más oscuro por arriba. Los perritos de cola negra y los mexicanos tienen una cola de punta negra. Mientras que los de cola blanca, los Gunnison y los de Utah la tienen de color blanco. Por lo demás son las especies difícilmente distinguibles entre sí. El tamaño de las muelas y la forma de las vocalizaciones son de las pocas características distintivas.

## Modo de vida

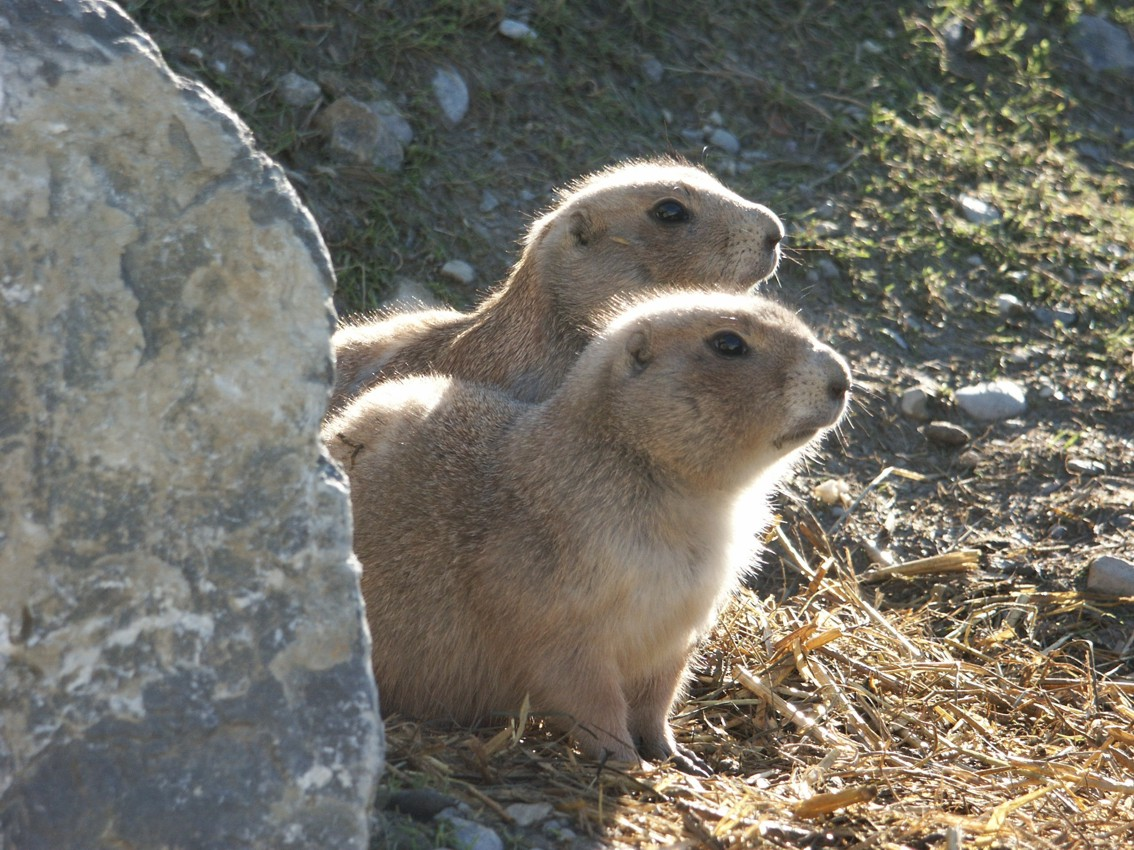
Perrito de las praderas, Zoolino Zürich

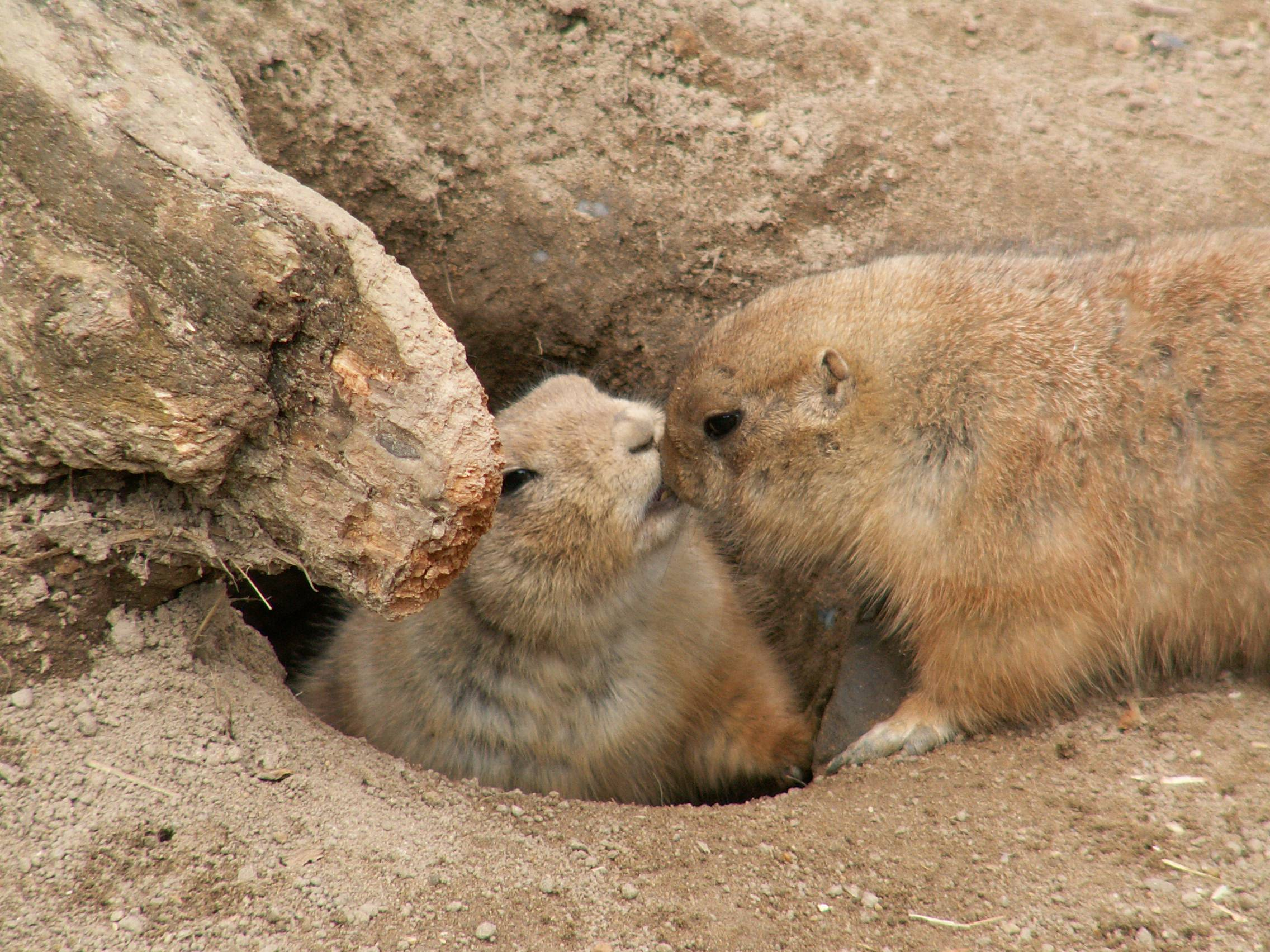
Dos perritos de las praderas

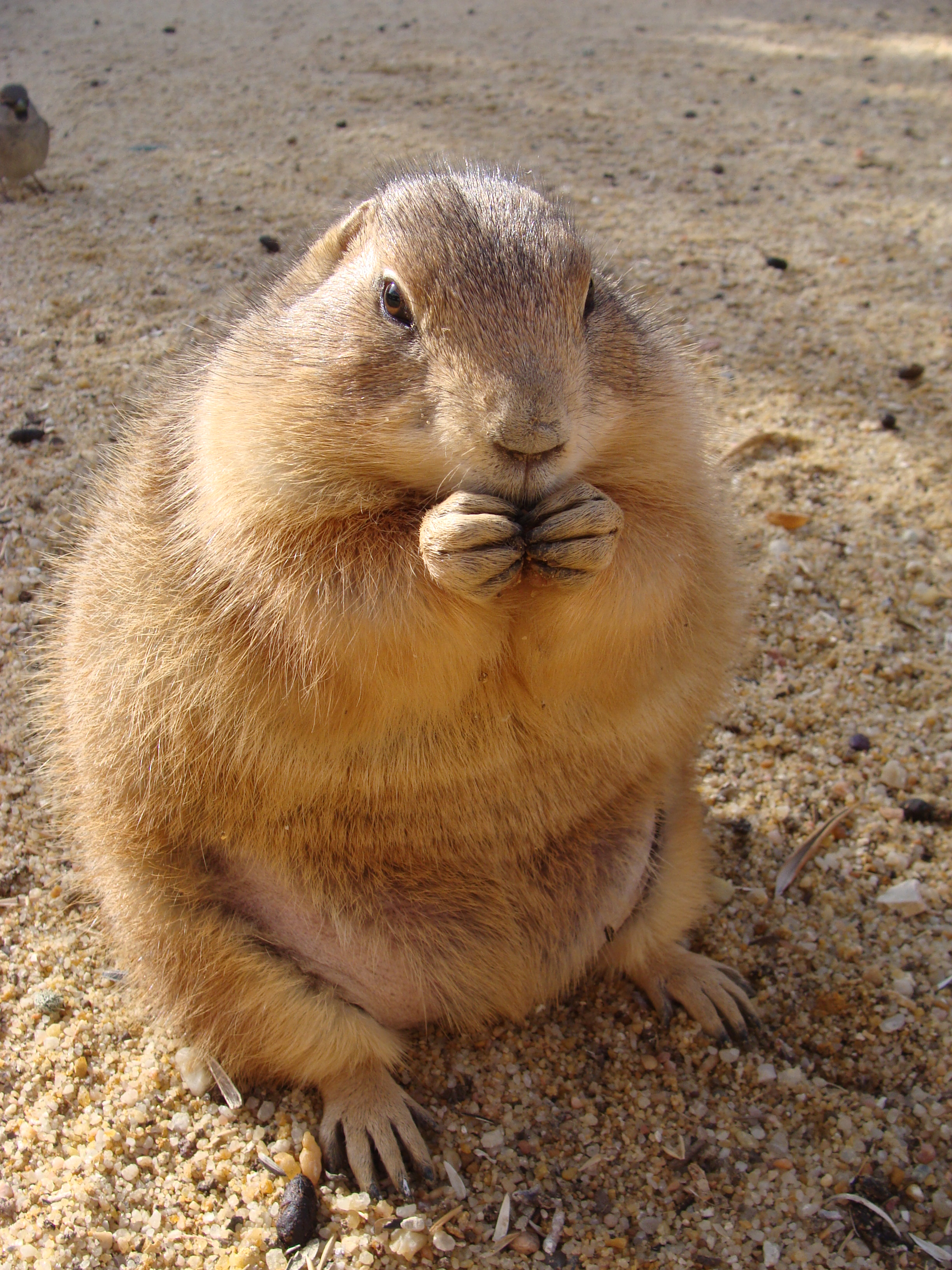
Un perrito de la pradera en Faunia (Madrid).

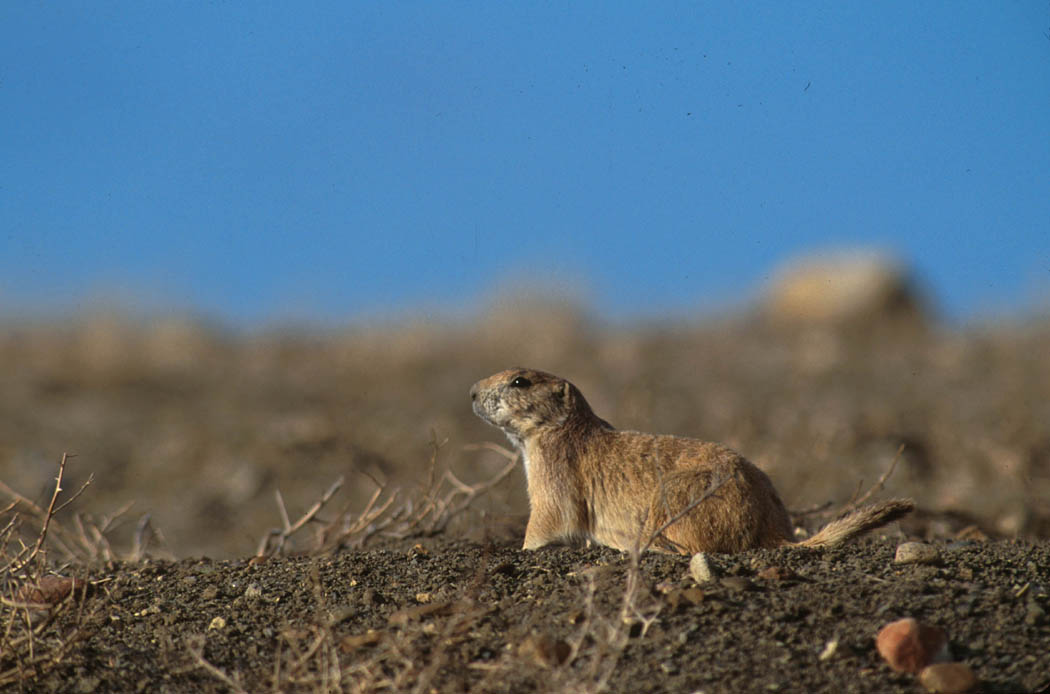
Perrito de las praderas de cola negra

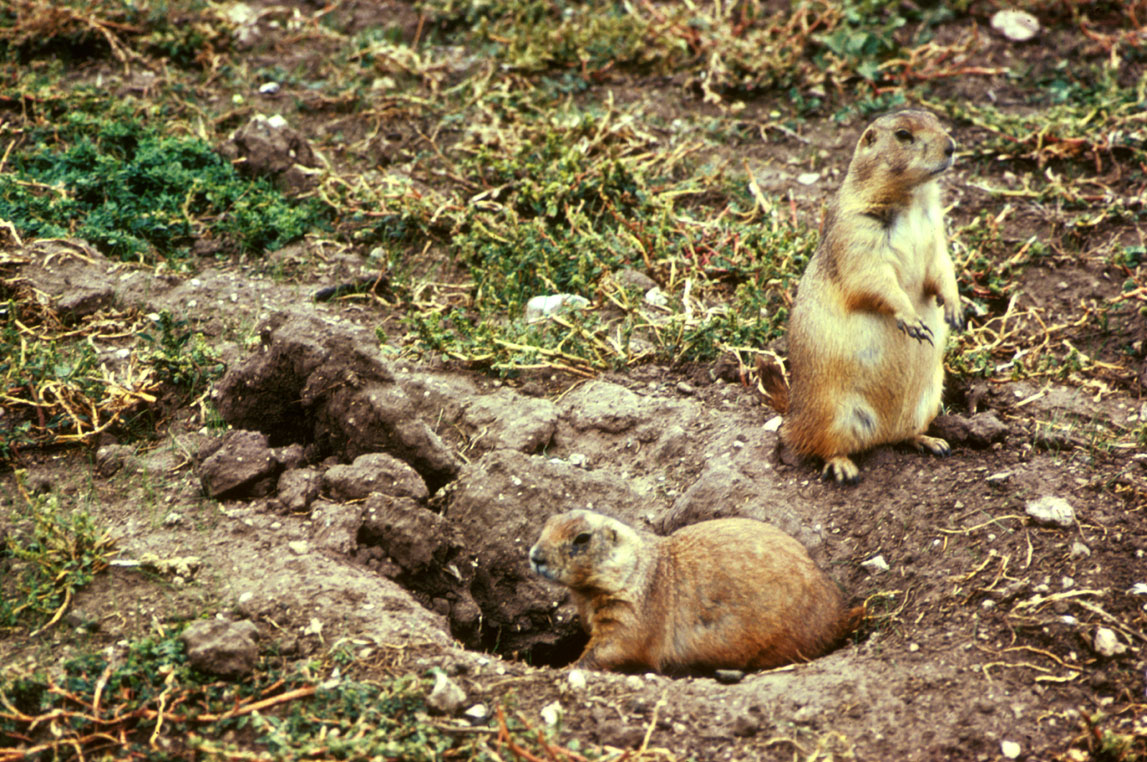
Perrito de las praderas de cola negra

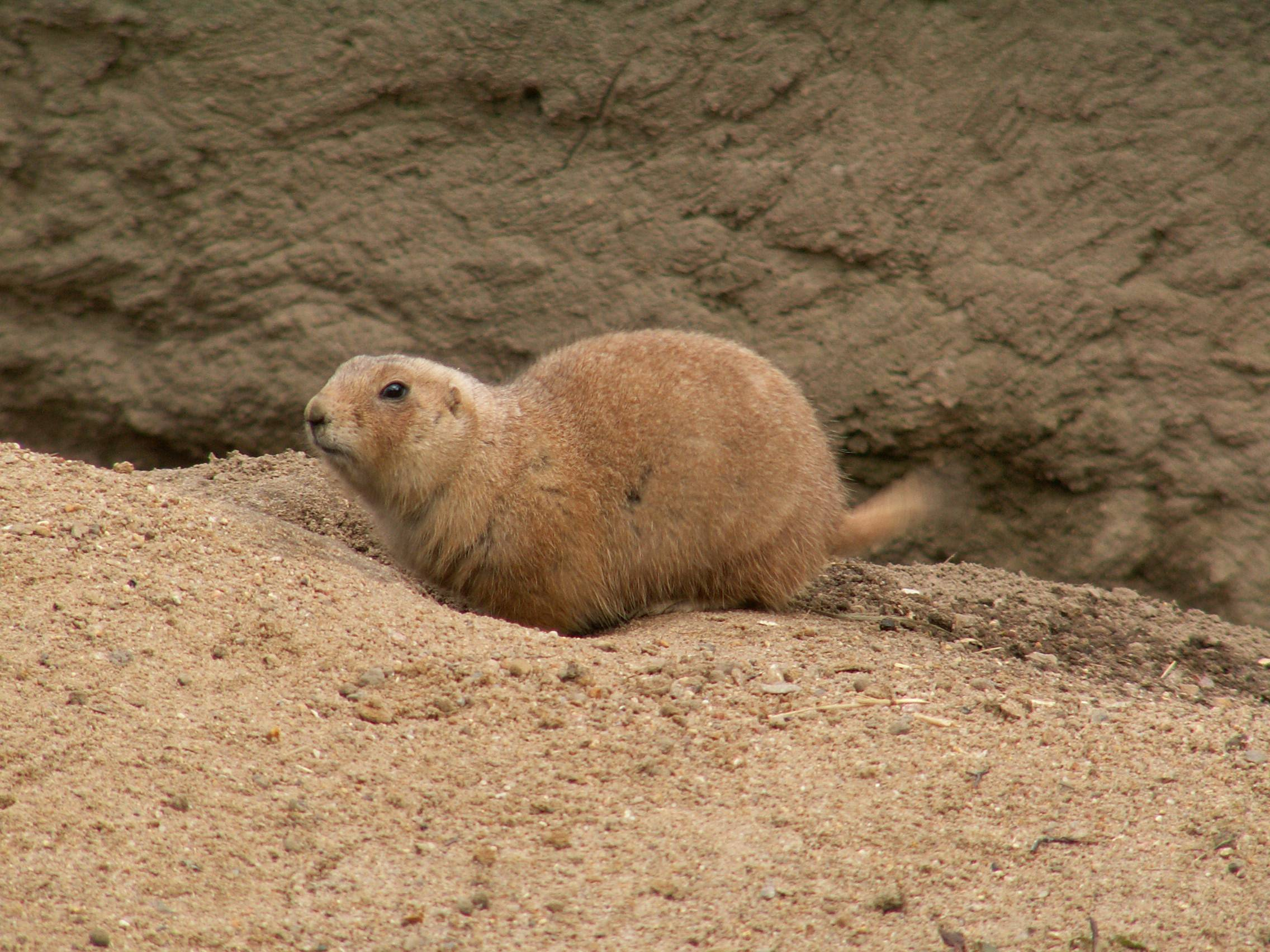
Perrito de las praderas en el Tierpark Hagenbeck

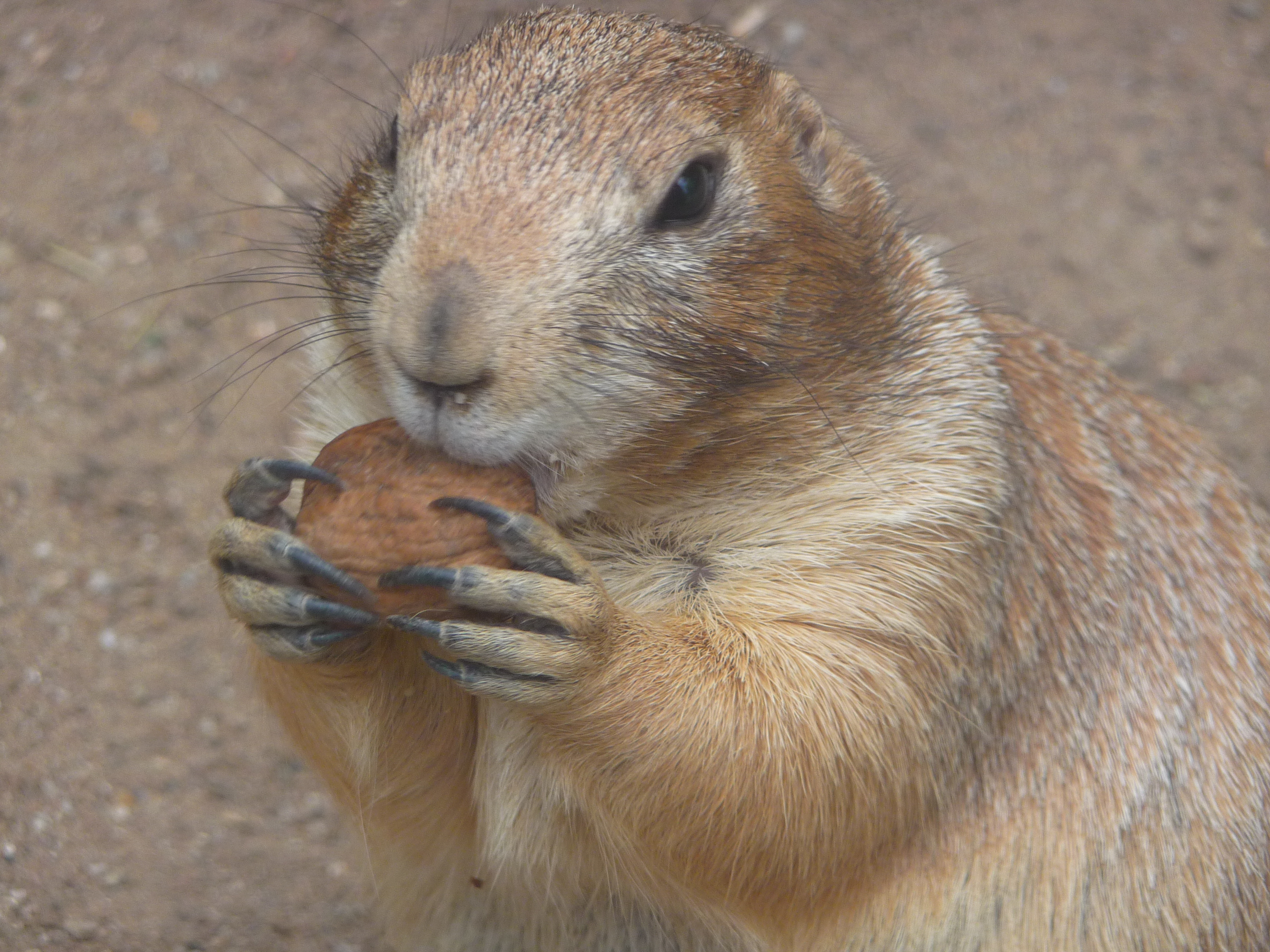
Perrito de las praderas con una nuez en el Tiergarten Heidelberg

Los perritos de las praderas habitan las praderas norteamericanas. El ecosistema debe ofrecer suelos secos así como hierba corta o mediana.
Como animales diurnos pernoctan en las cuevas que cavan. Los túneles son entre 10 y 15 cm de ancho y 300 m de longitud máxima. Conducen a los nidos, de unos 40 cm de extensión, forradas de hierba, y excavadas a entre 1 y 5 m de profundidad. La tierra extraída se acumula a la entrada, para prevenir posibles inundaciones. La madriguera tiene como mucho una o dos entradas, solo en casos raros hasta seis.
El perrito de las praderas de cola blanca hiberna durante seis meses. En cambio el de cola negra permanece activo durante todo el año y sale incluso durante las ventiscas. Se alimentan de plantas, principalmente hierba. Mantienen las plantas circundantes siempre cortas para mejorar la visibilidad.

### Vida en colonias
Cuatro de las cinco especies de perritos de praderas habitan en colonias de organización social compleja. Una excepción es el de cola blanca, cuyas colonias se asemejan a las de muchas ardillas. Son más pequeñas y menos organizadas. En una madriguera habitan normalmente solo una hembra con su prole; los demás miembros de la colonia tienen sus propias construcciones. Los lazos sociales entre los habitantes son escasos. 
Los siguientes datos describen la vida social de los perritos de pradera de cola negra. Aunque muchos son también aplicables a los mexicanos, los Gunnison y los de Utah, estas especies han sido menos estudiadas, pero también crean colonias de complejidad similar, si acaso de menor tamaño.
Las colonias de los perritos de pradera de cola negra se dividen por unidades familiares. Cada una compuesta normalmente de un macho adulto, tres o cuatro hembras y gran cantidad de jóvenes de ambos sexos. Puede alcanzar hasta 26 individuos. En algunos casos puede una unidad estar compuesta por más de un macho. Parejas de hermanos, en la mayoría de los casos. 
Las hembras nacidas en una unidad, permanecen en ella, por lo que todas las hembras de un grupo están emparentadas. Por el contrario los machos tienen que abandonar la familia al alcanzar el segundo año vital. E intentan, pues, alcanzar el control de otra unidad. Para prevenir el incesto, cambian los machos adultos su unidad; en caso contrario, las hembras rechazan aparearse con ellos. 
El conjunto de las unidades conforman una colonia compuesta por cientos de animales. A menudo se las conoce como ciudades de perritos de las praderas. En el siglo XIX existió supuestamente una ciudad en Texas, que abarcaba una superficie de 65 000 km² y estaba habitada por cuatrocientos millones de habitantes. La mayor ciudad actual está situada en el noroeste del estado mexicano de Chihuahua, comprende 350 km² y tiene más de un millón de habitantes. Entre las unidades de la ciudad no hay interacción social; al contrario cada unidad defiende sus fronteras de las convecinas. 
No se produce una crianza común. Cada hembra se preocupa exclusivamente de sus propios cachorros y reacciona durante el embarazo y la lactancia con excepcional agresividad. Dentro de la colonia se producen a menudo ataques recíprocos, en los que las hembras intentan matar y comerse a las crías de las otras. Por esta razón fallecen cerca del 40 % de todas las crías de una misma colonia. No se conoce un comportamiento comparable en ninguna otra especie mamífera. La ventaja reside en que finalmente sobrevive la prole de la hembra más fuerte. Los machos se comportan pacíficamente para con todas las crías y procuran defenderlas.
El apareamiento se produce entre enero y abril, según especie y latitud. Se practica en el interior de la edificación. La disposición a aparearse se manifiesta mediante determinados comportamientos: ambas parejas se lamen los genitales, cohabitan, y los machos recolectan materiales de construcción con qué edificar. Las crías llegan al mundo en marzo o abril, tras una gestación de 35 días. En una camada pueden nacer hasta ocho cachorros, que en el nacimiento, desnudos y ciegos, miden 7 cm y pesan 15 gramos. La piel se desarrolla hacia las tres semanas, los ojos se abren a las seis. Las crías se amamantan entre 40 y 50 días, y después abandonan la madriguera por primera vez. En cuanto son lo bastante independientes como para salir afuera y buscarse la comida, se termina el riesgo de ser muertos por otras madres. La esperanza de vida puede superar en cautividad los ocho años y es habitualmente más corta en libertad.

## Interacción con los humanos
Aunque los perritos de las praderas nunca escasearon, según informes consistentes experimentaron a finales del siglo XIX una multiplicación explosiva. Los colonos blancos diezmaron sus enemigos naturales e introdujeron vacas, encargadas de mantener la vegetación corta, lo que mejoraba el biotopo. Hacia 1900 había cerca de cinco mil millones de perritos de las praderas de cola negra en el territorio de los Estados Unidos, que se convirtió en una verdadera amenaza a la agricultura, pues atacaban las plantaciones de hortalizas y cereales. A comienzos del siglo XX el régimen gubernamental estadounidense organizó campañas de exterminio: se envenenaron los campos en masa, con lo que las poblaciones decayeron por todas partes. Solamente en Texas fueron aniquilados en pocos años cerca del 99,8 % de los perritos de cola negra que habitaban ese territorio; en otros estados fueron las cifras comparables. Hoy está considerada una especie poco amenazada de extinción.
A través de la finalización de los envenenamientos masivos o las consiguientes medidas protectoras son las especies estadounidenses de nuevo abundantes. El perrito de Utah, amenazado hasta 1996, ha cambiado al grupo de especies «dependientes de medidas protectoras» en la lista roja del IUCN gracias a un programa eficaz.
Por el contrario se considera que los perritos mexicanos están muy amenazados, pues continúan expuestos a persecuciones y envenenamientos y su espacio vital natural ha sido destruido debido a la expansión de la agricultura.
Muchos pueblos indios se los comían. Hoy se los utiliza a veces en laboratorios y gozan de una creciente popularidad como animales domésticos, incluso cuando difícilmente pueden tenerse como tales legalmente. Las ciudades de perritos de praderas son destinos turísticos apreciados por los turistas del oeste estadounidense.
Meriwether Lewis, quien junto con William Clark por mandato del presidente Thomas Jefferson, investigó el oeste norteamericano, llamaba a los perritos de las praderas «ardillas ladradoras». Intentó capturar uno como regalo para el presidente. Como le resultó imposible debido a la profundidad de la madriguera, inundó la cueva y así pudo atrapar uno, que vivió en la casa blanca todavía algún tiempo.
La importancia de los perritos de las praderas como transmisores de enfermedades ha sido la mayoría de las veces exagerada, como justificación de las campañas de exterminio. Sin embargo, las variedades del sur occidental de los EE. UU. pueden ser posibles transmisores de la peste. En 2003 se produjo una grave epidemia de viruela de los monos, realmente extendida por los perritos de las praderas. Los responsables fueron en este caso ratas de abazones gigantes africanas escapadas de tiendas de mascotas, que contagiaron a los perritos de las praderas.

## Miscelánea
La intensa persecución que sufrieron condujo a la práctica extinción de los hurones de pies negros, quienes se alimentan de ellos en un 90 %. Los hurones en libertad se extinguieron en los años 1980 y solo han sobrevivido gracias a programas de repoblación.
También enemigos de los perritos de las praderas son entre otros los coyotes, los tejones, las serpientes de cascabel y las aves falconiformes.
Aunque se los consideraba emparentadas con las ardillas, parece que en realidad solo estar relacionadas por pertenecer al subgénero de las Spermophilus.
Los perritos de las praderas desempeñan en su ecosistema otra función clave: mediante sus construcciones subterráneas no solo ofrecen cobijan a otros perritos, así como búhos y serpientes y oportunidades de cría, también mullen el suelo que los bisontes y lo fertilizan con la aportación de hierbas al subsuelo. En invierno se inundan las partes inferiores de la madriguera y acumulan agua durante largo tiempo; de esa manera pueden desarrollarse algunas plantas también en verano con poca lluvia y así nutrir a muchos animales.
Se demostró que los perritos de las praderas de Gunnision disponen de un sistema comunicativo que les permite unas capacidades insólitas. Así pues expresan diferentes gritos de alarma, según si se les acerca un halcón, un perro o un coyote. De esa manera pudo en un experimento demostrarse, que —bajo aspecto exterior por lo demás idéntico— alertan del acercamiento de una persona que se acerca vistiendo una camiseta color verde de manera distinta a si llevara una prenda de color azul.